# Pedro Acosta (motociclista)
Pedro Acosta Sánchez (Puerto de Mazarrón, Murcia, España; 25 de mayo de 2004) es un piloto de motociclismo español. Ha sido campeón de la Red Bull MotoGP Rookies Cup 2020 y del Campeonato del Mundo de Motociclismo en dos ocasiones, de Moto3 en 2021 y de Moto2 en 2023, siendo así, el español más joven de la historia en alzarse con un título mundial de motociclismo de velocidad (17 años y 166 días) y segundo piloto más joven de todos los tiempos en conseguirlo tras Loris Capirossi. En 2024 debutó en la «categoría reina» de MotoGP con el equipo GasGas Factory Racing Tech 3. Desde 2025 es piloto oficial del equipo Red Bull KTM Factory Racing.

## Biografía
El debut internacional de Pedro Acosta Sánchez se dio en la temporada 2018 del FIM CEV Moto3 Junior World Championship con el Swiss Innovative Investors Junior. Disputó solo tres rondas, logrando su mejor resultado en la única carrera disputada en Aragón en donde terminó en la decimotercera posición.
En 2019, Acosta disputó la Red Bull MotoGP Rookies Cup y tres rondas del FIM CEV Moto3 Junior World Championship con el Fundación Andreas Pérez 77. En la Rookies Cup, no disputó la primera ronda en Jerez debido a una conmoción cerebral ocurrida en la clasificación, en su vuelta al campeonato consiguió dos segundos puestos en Mugello y en la primera carrera celebrada en Assen. Su primera victoria en el campeonato la logró en Sachsenring en donde ganó la primera carrera, a esta victoria le siguieron dos más, en la primera carrera celebrada en el Red Bull Ring y en la única carrera celebrada en Misano, estos buenos resultados le permitieron a Acosta terminar su primera temporada en el campeonato como subcampeón. En el FIM CEV solo disputó las últimas tres rondas del campeonato logrando entrar tres veces en entre los diez primeros, en Jerez terminó cuarto y quinto y en la segunda carrera en Valencia terminó sexto.
En la temporada 2020, Acosta disputó la temporada completa del FIM CEV con el Equipo MT-Foundation77, además de disputar otra temporada más de la Rookies Cup. En el FIM CEV, comenzó la temporada consiguiendo su primer podio en Estoril y en la carrera siguiente ganó su primera carrera en Portimão, en la primera ronda triple del campeonato en Jerez consiguió dos terceros puestos, en Aragón solo consiguió un segundo puesto y en la última ronda en Valencia consiguió la pole position y en las tres carreras terminó segundo en la primera carrera y ganó las siguientes dos carreras. En la Rookies Cup tuvo un comienzo arrollador, ganó las dos rondas celebradas en el Red Bull Ring y la primera ronda de Aragón, encadenando seis victorias consecutivas convirtiéndose en el primer piloto en conseguirlo, consiguió un segundo puesto en la segunda ronda de Aragón, otro segundo puesto en la primera de las dos rondas celebradas de Valencia y un tercer puesto en la última carrera del campeonato. Estos resultados le valieron para consagrarse campeón de la Red Bull MotoGP Rookies Cup en su segunda temporada.
En 2021, Acosta había firmado para correr con el Prüstel GP pero ante el llamado del Red Bull KTM Ajo, decidió correr para el equipo finlandés, uno de los mejores de la categoría. En su segunda carrera, con 16 años, saliendo desde el pit-lane, consiguió ganar el Gran Premio de Doha de 2021. También consiguió la victoria en las carreras de Portugal y Jerez, convirtiéndose en el primer debutante en 73 años capaz de subir al podio en sus cuatro primeras carreras en el Mundial. El 7 de noviembre de 2021 se convirtió en el campeón del mundo español más joven de la historia y el segundo campeón en su primer año en el Campeonato Mundial de Motociclismo desde que Loris Capirossi ganara el Mundial de 125 cc en 1990, siendo éste el ganador más joven de la historia por tan solo un día de diferencia con Acosta. El 14 de noviembre termina la temporada en Cheste (Valencia) donde sufre una caída y se retira de la competición.
El 29 de mayo de 2022 gana su primera carrera en Moto2, convirtiéndose con 18 años y 4 días en el piloto más joven vencedor de una carrera en la categoría intermedia superando el anterior récord de Marc Márquez que poseía desde 2011 con 18 años y 87 días.
El 12 de noviembre de 2023 gana el Mundial de Moto2, convirtiéndose, con 19 años y 171 días, en el segundo bicampeón más joven de la historia y el segundo campeón más joven de la historia de la categoría intermedia, tras Dani Pedrosa con 19 años y 18 días.
En su debut en la categoría reina de MotoGP, en el Gran Premio de Catar de 2024, se convirtió en el piloto más joven en lograr la vuelta rápida de carrera con 19 años y 290 días, superando a Fabio Quartararo con 19 años y 324 días.
En el Gran Premio de Portugal de 2024 se convierte en el tercer piloto más joven en conseguir subirse al podio en la categoría reina con 19 años y 304 días, tras Eduardo Salatino (19 años y 274 días) y Randy Mamola (19 años y 261 días).
En el Gran Premio de las Américas de 2024 se convierte en el piloto más joven en conseguir dos podios consecutivos en la categoría reina con 19 años y 325 días, superando a Marc Márquez (20 años y 63 días).

## Resultados

### FIM CEV Moto3 Junior World Championship
(Carreras en negrita indica pole position, carreras en cursiva indica vuelta rápida)
| Temp. | Moto | 1     | 2     | 3       | 4     | 5       | 6       | 7      | 8      | 9      | 10     | 11     | 12    | Pos. | Pts. |
| ----- | ---- | ----- | ----- | ------- | ----- | ------- | ------- | ------ | ------ | ------ | ------ | ------ | ----- | ---- | ---- |
| 2018  | KTM  | EST   | VAL   | VAL     | LMS   | CAT Ret | CAT DNS | ARA 13 | JER 27 | JER 19 | ALB    | VAL    | VAL   | 33.º | 3    |
| 2019  | KTM  | EST   | VAL   | VAL     | LMS   | CAT     | CAT     | ARA    | JER 4  | JER 5  | ALB 18 | VAL 17 | VAL 6 | 16.º | 34   |
| 2020  | KTM  | EST 2 | POR 1 | JER Ret | JER 3 | JER 3   | ARA Ret | ARA 2  | ARA 6  | VAL 2  | VAL 1  | VAL 1  |       | 3.º  | 177  |

### Red Bull MotoGP Rookies Cup
(Carreras en negrita indica pole position, carreras en cursiva indica vuelta rápida)
| Temp. | 1       | 2       | 3     | 4     | 5      | 6     | 7     | 8      | 9       | 10    | 11     | 12    | Pos. | Pts. |
| ----- | ------- | ------- | ----- | ----- | ------ | ----- | ----- | ------ | ------- | ----- | ------ | ----- | ---- | ---- |
| 2019  | JER DNS | JER DNS | MUG 2 | ASS 2 | ASS 15 | SAC 1 | SAC 4 | RBR 1  | RBR 5   | MIS 1 | ARA 4  | ARA 7 | 2.º  | 162  |
| 2020  | RBR 1   | RBR 1   | RBR 1 | RBR 1 | RBR 1  | ARA 1 | ARA 2 | ARA 10 | VAL Ret | VAL 2 | VAL 14 | VAL 3 | 1.º  | 214  |

### Campeonato del Mundo de Motociclismo
Sistema de puntuación de 1993 hasta 2022:
| Posición | 1.º | 2.º | 3.º | 4.º | 5.º | 6.º | 7.º | 8.º | 9.º | 10.º | 11.º | 12.º | 13.º | 14.º | 15.º |
| Puntos   | 25  | 20  | 16  | 13  | 11  | 10  | 9   | 8   | 7   | 6    | 5    | 4    | 3    | 2    | 1    |

Sistema de puntuación desde 2023 en adelante:
| Posición       | 1.º | 2.º | 3.º | 4.º | 5.º | 6.º | 7.º | 8.º | 9.º | 10.º | 11.º | 12.º | 13.º | 14.º | 15.º |
| Puntos         | 25  | 20  | 16  | 13  | 11  | 10  | 9   | 8   | 7   | 6    | 5    | 4    | 3    | 2    | 1    |
| Carrera sprint | 12  | 9   | 7   | 6   | 5   | 4   | 3   | 2   | 1   |      |      |      |      |      |      |

#### Por categoría
| Cat.   | Temporadas    | 1.er Gran Premio | 1.er Podio    | 1.ª Victoria  | Carreras | Victorias | Podios | Poles | V.Ráp. | Pts.   | CM |
| ------ | ------------- | ---------------- | ------------- | ------------- | -------- | --------- | ------ | ----- | ------ | ------ | -- |
| Moto3  | 2021          | Catar 2021       | Catar 2021    | Doha 2021     | 18       | 6         | 8      | 1     | 1      | 259    | 1  |
| Moto2  | 2022-2023     | Catar 2022       | Italia 2022   | Italia 2022   | 38       | 10        | 19     | 4     | 8      | 509.5  | 1  |
| MotoGP | 2024-         | Catar 2024       | Portugal 2024 |               | 33       | 0         | 6      | 1     | 2      | 359    | -  |
| Total  | 2021–Presente | 2021–Presente    | 2021–Presente | 2021–Presente | 89       | 16        | 33     | 6     | 11     | 1127.5 | 2  |

#### Por temporada
| Temp. | Cat.   | Moto  | Equipo                       | N.º   | Carreras | Victorias | Podios | Poles | V.Ráp. | Pts.   | Pos. |
| ----- | ------ | ----- | ---------------------------- | ----- | -------- | --------- | ------ | ----- | ------ | ------ | ---- |
| 2021  | Moto3  | KTM   | Red Bull KTM Ajo             | 37    | 18       | 6         | 8      | 1     | 1      | 259    | 1.º  |
| 2022  | Moto2  | Kalex | Red Bull KTM Ajo             | 51    | 18       | 3         | 5      | 1     | 1      | 177    | 5.º  |
| 2023  | Moto2  | Kalex | Red Bull KTM Ajo             | 37    | 20       | 7         | 14     | 3     | 7      | 332.5  | 1.º  |
| 2024  | MotoGP | KTM   | GasGas Factory Racing Tech 3 | 31    | 20       | 0         | 5      | 1     | 2      | 215    | 6.º  |
| 2025  | MotoGP | KTM   | Red Bull KTM Factory Racing  | 37    | 13       | 0         | 1      | 0     | 0      | 144*   | 7.°* |
| Total | Total  | Total | Total                        | Total | 89       | 16        | 33     | 6     | 11     | 1127.5 |      |

- * Temporada en curso.

#### Carreras por año
| Año  | Cat.   | Moto  | 1       | 2      | 3        | 4       | 5        | 6       | 7       | 8         | 9        | 10     | 11       | 12      | 13      | 14       | 15     | 16      | 17         | 18       | 19      | 20        | 21  | 22  | Pos. | Pts.  |
| ---- | ------ | ----- | ------- | ------ | -------- | ------- | -------- | ------- | ------- | --------- | -------- | ------ | -------- | ------- | ------- | -------- | ------ | ------- | ---------- | -------- | ------- | --------- | --- | --- | ---- | ----- |
| 2021 | Moto3  | KTM   | QAT 2   | DOH 1  | POR 1    | SPA 1   | FRA 8    | ITA 8   | CAT 7   | GER 1     | NED 4    | EST 1  | AUT 4    | GBR 11  | ARA Ret | RSM 7    | AME 8  | ERM 3   | ALG 1      | VAL Ret  |         |           |     |     | 1.º  | 259   |
| 2022 | Moto2  | Kalex | QAT 12  | INA 9  | ARG 7    | AME Ret | POR Ret  | SPA 20  | FRA Ret | ITA 1     | CAT 6    | GER 2  | NED INJ  | GBR INJ | AUT 4   | RSM 6    | ARA 1  | JPN 7   | THA 16     | AUS 2    | MAL Ret | VAL 1     |     |     | 5.º  | 177   |
| 2023 | Moto2  | Kalex | POR 1   | ARG 12 | AME 1    | SPA 2   | FRA Ret  | ITA 1   | GER 1   | NED 3     | GBR 3    | AUT 2  | CAT 6    | RSM 1   | IND 1   | JPN 3    | INA 1  | AUS 9   | THA 2      | MAL 2    | QAT 8   | VAL 12    |     |     | 1.º  | 332.5 |
| 2024 | MotoGP | KTM   | QAT 98  | POR 37 | AME 24   | SPA 102 | FRA Ret6 | CAT 133 | ITA 53  | NED Ret10 | GER 722  | GBR 95 | AUT 1310 | ARA 3   | RSM 176 | ERM Ret5 | INA 26 | JPN Ret | AUS INJRet | THA 3Ret | MAL 59  | SLD 10Ret |     |     | 6.º  | 215   |
| 2025 | MotoGP | KTM   | THA 196 | ARG 89 | AME Ret7 | QAT 811 | SPA 710  | FRA 419 | GBR 68  | ARA 45    | ITA 8Ret | NED 49 | GER Ret9 | CZE 32  | AUT 43  | HUN      | CAT    | RSM     | JPN        | INA      | AUS     | MAL       | POR | VAL | 7.º  | 144   |

| Color     | Resultado                                                               |
| --------- | ----------------------------------------------------------------------- |
| Oro       | Ganador                                                                 |
| Plata     | 2.ª plaza                                                               |
| Bronce    | 3.ª plaza                                                               |
| Verde     | Finalizó en los puntos                                                  |
| Azul      | Finalizó sin puntos                                                     |
| Azul      | NC - No clasificado                                                     |
| Violeta   | Ret - No terminó (Carrera)                                              |
| Rojo      | DNQ - No se clasificó                                                   |
| Negro     | DSQ - Descalificado                                                     |
| Blanco    | DNS - No empezó (carrera)                                               |
| Blanco    | WD - Retirado (fin de semana)                                           |
| Blanco    | C - Carrera cancelada                                                   |
| Sin color | DNP - Inscrito pero no participó                                        |
| Sin color | INJ - Lesionado                                                         |
| Sin color | EX - Excluido                                                           |
| Estado    | Resultado                                                               |
| Negrita   | Pole position                                                           |
| Cursiva   | Vuelta rápida                                                           |
| x         | Posición en carrera sprint                                              |
| †         | Abandona, pero clasifica al completar el porcentaje requerido para ello |

## Títulos
| Predecesor: Augusto Fernández | Campeón Mundial de Moto2 2023                  | Sucesor: Ai Ogura     |
| Predecesor: Albert Arenas     | Campeón Mundial de Moto3 2021                  | Sucesor: Izan Guevara |
| Predecesor: Carlos Tatay      | Campeón de la Red Bull MotoGP Rookies Cup 2020 | Sucesor: David Alonso |

## Títulos honoríficos
- Piloto honorario de la Patrulla Águila del Ejército del Aire y del Espacio (2025)
- Embajador del Festival Aéreo Aire 25 (2025)
- Embajador de la Región de Murcia (2023)
- Ramonetero de Honor (2023)